# Resolució 2065 del Consell de Seguretat de les Nacions Unides
La Resolució 2065 del Consell de Seguretat de les Nacions Unides fou adoptada per unanimitat el 12 de setembre de 2012. Després de reafirmar les resolucions anteriors sobre Sierra Leone, el Consell va ampliar el mandat de l'Oficina de les Nacions Unides per a la Consolidació de la Pau a Sierra Leone (UNIPSIL) fins al 31 de març de 2013.
El Consell va donar la benvinguda a la celebració de les eleccions generals de Sierra Leone de 2012, en la preparació de les quals va tenir un paper important la UNIPSIL. Li preocupava la proliferació del crim organitzat, inclòs el blanqueig de capitals, el narcotràfic, la corrupció i la circulació d'armes lleugeres. Alhora, va apreciar el treball del Tribunal Especial, que l'abril de 2012 va sentenciar l'ex president de Libèria Charles Ghankay Taylor per crims de guerra.